# Syntyp
Syntyp (gr. συν „współ, razem” τύπος „wzór, znak, odcisk”) – w taksonomii jest to każdy okaz w serii typowej, z której nie wskazano holotypu ani lektotypu.